# 共和制
共和制（英語：Republic），是一種國體。共和制與神權及君主制政權的正當性、取得方式和政體形式不同，該政體下國家的最高執政者依据法律選出，而非君主世袭，施行共和制的国家或地區通常称作「共和国」，有些實施共和制的東方國家或地區亦稱「民國」，如「中華民國」、「大韓民國」等名稱。在政治思想上，共和主義指以共和制治國的一種意識形態。在現代國家興起後，共和主義在世界各國的實踐及理論發展上各異，但大多數有幾項特徵：人民不是統治者的所有物或附屬品、人民的基本權利受憲法保障、主權在民、政府權力是公有物、以及國家的治理是所有公民的共同事業。
古代及現代的共和制不論在意識形態或是組成上都有很大的變化。在歐洲古典時代及中古時期，許多國家都想建立羅馬共和國的體制。義大利中古時期及文藝復興時期的政治傳統類似現在的「公民人文主義」，有時也用來表示直接從像撒路斯提烏斯及塔西陀等古羅馬政治家傳下來的制度。不過受希臘影響的羅馬作家，例如波利比烏斯及西塞羅有時也用這個詞來翻譯希臘文中的「πολιτεία」，這個詞可能是指一般性的政體，但也可能是指不對於羅馬共和制的特定政體。共和制不完全等同於雅典式民主的古典民主，不過有一些民主的概念在內。共和制在十九世紀初開始在歐洲盛行，最後取代了許多國家的君主專制。在現代的共和國中，政府是依宪法，由公民选举產生的。孟德斯鸠將所有公民共同統治國家的民主，以及只有部份人統治國家的贵族政治及寡頭政治都視為共和國的政體。
大多數的共和國是主权国家，不過也有一些半主权的政體稱為共和國，例如美利坚合众国宪法第四条提到：「保證本聯邦各州實行共和政體」（guarantee to every State in this Union a Republican Form of Government）。同樣地，蘇聯的苏联宪法也將政體描述由15個苏联加盟共和国組成的聯邦，而且其中的烏克蘭及白俄羅斯當時在聯合國中就已有席次。世界各个國家中，有159個國家的官方名稱含有「共和国」（「republika」、「république」、「республика」、「جمهورية」等等）字樣。

## 词源
「共和制」起源自拉丁语，意思是「公共事務」（public affairs, öffentliche Sache）。西塞羅將古希腊词语譯為拉丁语，在文藝復興時代，這個拉丁语词语又被譯為英文，其他西歐語言中也用类似的词语。
意指政府的形式、政體或政權，柏拉圖與亞里斯多德都曾經使用這個名詞。在拉丁文中，通常是用來泛指各種與政府或政權相關的事務。
中文裏的「共和」譯詞來自中国史上西周的周召共和時期。1845年，日本漢學家箕作省吾用變體漢文所著的《坤輿圖識》（1845年出版）中首次使用「共和」作為譯語。這個譯語是採用中國西周時代，周召共和的典故，當時周朝掀起了國人暴動將無道的周厲王推翻，之後諸侯推舉有威望的共伯和（共國的伯君，名「和」）代行王政，而厲王則逃去了彘地。過了14年，厲王客死他鄉，共伯和於是立厲王之子静為王，而共伯和執政的這14年便稱「共和行政」。將「共和」與「republic」對譯，喻指沒有君主的政體。另外，自清末，共和国也译为「民国」、「民主國」，意思是民之所有所治所享之國（中华民国、大韓民國），構詞方式與「帝國」、「王國」、「公國」等相似。

## 演变
一般来说共和制就是国家各种不同的阶级结合起来共同谈和，协商和共同管理国家的一种管理国家的方法制度。相對於帝國及王國，共和的特点是國家元首並非世襲的皇帝，而是按照法律選舉出的。
共和有其中最關鍵的幾個特征為：
1. 人民不是君主或最高統治者的所有物或附屬品。
2. 有某種有實際效力的法律限制政府權力，並保護人民的基本權利。
3. 人民意識形態上認知國家事務為公共事務。

在實踐上，民主的概念未必是共和制所包括的，宣稱採用共和制政府形式也可能會有某種程度專制甚至獨裁的情形。根据孟德斯鸠的分类，民主（所有的人民都享有一部分统治权），和贵族政治或寡头政治（只有一部分人掌握统治权）都有可能属于共和制。
共和制一般可以分为总统制、议会共和制、委员会制和半总统制。
|                                         |                                         |                                          |                                          |                                          |
| 1815年欧洲各国国体 君主制(55) 共和制(9) | 1914年欧洲各国国体 君主制(22) 共和制(3) | 1930年欧洲各国国体 君主制(20) 共和制(15) | 1950年欧洲各国国体 君主制(13) 共和制(21) | 2015年欧洲各国国体 君主制(12) 共和制(35) |

1. ↑  包括鄂圖曼帝國和俄羅斯帝國。算是共和國的有瑞士聯邦、漢堡、布萊梅邦、呂貝克自由市、法蘭克福自由市、聖馬利諾、科斯帕亚共和国、塞普丁修拉共和國、日耳曼邦聯；日耳曼邦聯的成員邦國分開算（35個）。
2. ↑  包括鄂圖曼帝國和俄羅斯帝國。
3. ↑  包括土耳其。蘇聯算作一個共和國、愛爾蘭自由邦算作獨立君主制國家（參見愛爾蘭君主 (1922年—1949年)）、梵蒂岡算作選舉君主制國家、匈牙利王國算作名義上的君主制國家。
4. ↑  包括土耳其。蘇聯算作一個共和國、第里雅斯特自由區算作獨立共和國、梵蒂岡算作選舉君主制國家、西班牙國算作名義上的君主制國家。
5. ↑  包括土耳其。俄羅斯算作一個共和國、科索沃（被大多數歐洲國承認獨立）算作獨立共和國、梵蒂岡算作選舉君主制國家、不包括北賽普勒斯（只被土耳其承認）和其他有限承認國家。

## 古代
最早的共和政體可以追溯到西亞的阿卡德。最著名的古代共和國，則是前509年建立的羅馬共和國。在現代民主制度出現之前，還有國家如城邦採用共和政體，比如說中世紀的威尼斯共和國。共和政體和君主政體的最大差別在於國家元首的產生方式。
在古代，雖然共和名義上是所有公民共享的制度；這還不包括沒有公民權的奴隸，但實際上則多是貴族共和。在這些共和國裡，只有貴族才有參政的權力。羅馬共和國就是這樣一個例子。
亚里士多德认为国家的制度可以由两个维度而确定，第一个维度为统治者的数量，以此可以分为“一人统治”，“少数人统治”，“多数人（或全体）统治”；第二个维度为国家机器的服务对象，可以分为“为全体服务”和“为部分人服务”。
将两种维度映射起来就形成了六种政體的国家：
1. 君主制（一人统治为全体服务）国家；
2. 僭主制（一人统治为部分服务）国家；
3. 贵族制（少数统治为全体服务）国家；
4. 寡头制（少数统治为部分服务）国家；
5. 民主制（多数人统治为全体服务）国家；
6. 平民制（多数人统治为部分服务）国家。

亚里士多德认为将以上六种国家中的1、3、5三种即君主制、贵族制与民主制三种制度三体合一，形成的制度是共和制，这种制度是最优秀的制度。 具体的运作方式是依靠分封制度来形成的：即国王保护整个国家的土地，作为回报贵族需要向国王上贡；贵族保护民众的土地，作为回报，民众需要缴税。不同的人有不同的事情做，互相依存又互不干涉。这就是早期的共和制的由来。
共和制既可以保证公民的民主与积极性，又可以防止平民针对少数人的暴政。

## 現代
一些教科書以政府體制區分共和制和君主制，主要是以國家元首的頭銜及產生方式做區分，但未必和其共和程度相關。（參見共和主義）
例如加拿大及澳大利亚等英联邦國家在實務上都有某種程度上的共和主義（有憲法保護人民權力，國家事務為公共事務，人民並非統治者的所有物）。而被一些教科書認為并非完全意義的共和國家。

中文「虛君共和」為梁啟超在清朝支持君主立憲制時所提出，主要原因是要和當時革命黨支持的共和制競爭公共性：
「第五種，虛戴君主之共和政體。英人恒自稱為大不列顛合眾王國，或自稱為共和王國。其名稱與美無異，淺人驟聞之，或且訝為不詞。不知英之有王，不過以為裝飾品，無絲毫實權，號為神聖，等於偶像。故論政體者，恒以英編入共和之一種。其後比利時本此意編為成文憲法，歐洲各小邦多效之。故今日歐洲各國，什九皆屬虛戴君主之共和政體也，今省名曰虛君共和制。」
君主國通常為世襲制，當他們死後根據繼位規則由一個親屬接替。共和國的領導人则相反，通常依法律選舉出來，並通常有一個法律規定的期限。由民主投票來選出的稱為民主共和制。由一定數目委員所組成的委員會共同行使國家元首或政府首腦、首長的職務與政治權力稱為委員共和制。此外，由聯邦主體和联邦制国家成员組成的共和國稱為聯邦共和國。
現代共和制度則強調公民有權力參與部分國家的法律制定，政策制定和執行，雖然實際執行上不一定如此。
在現代，共和國家的元首通常僅為一人，通常稱為總統，但也有其他稱呼，例如部分社會主義國家的元首稱為主席，但政治地位在執政共產黨總書記之下。某些國家的元首多於一人，例如瑞士，有一個七人委員會作為國家元首，稱為瑞士聯邦委員會，還有聖馬利諾，國家元首的位置由兩位執政官共享。
美國是聯邦共和制。共和這個詞義的使用在美國開國者時期非常通用。美國憲法的起草者為了很多原因選擇共和制。例如，對每一個政治問題從每一個公民收集選票，即直接民主容易產生多數人惡政，是不切實際的。此外，憲法規定美國總統由選舉人選出的間接選舉，選舉人依各州的議員數目而定，美國國會實行兩院制，不論人口多寡有相同代表的美國參議院比大約按照人口比例分配數目的美國眾議院有更大的權力，包括對聯邦官員及大法官行使同意權。理論上，議員行使代議的權力，比普通平民對政治事務更了解，並更少情緒化。美國的開國元勳們認為，共和可以設計為用來抵抗“多數人暴政”的保護機制。

### 变体
共和国的一个变体称为「社会主义共和国」，这样的体制基于马克思列宁主义国家理论。这种理论认为其他形式的国家实质上由资产阶级占有，大多数工农群众被排斥在国家体制之外，唯独无产阶级组建的政党领导代表工农利益的国家才能称为真正的共和国。因此“人民共和国”往往可以被理解为与其他資產階級共和国相区别的“共和国”。由于列宁主义认为无产阶级必须由“先锋队”来代表，斯大林主义则在其基础上完全确立一党專政体制。
朝鮮民主主義人民共和國一般認知上不是社會主義共和國，因為憲法沒有實際效力，人民意识形态上國家事務並非公共事務，人民是統治者們的附屬品，另外朝鮮最高領導人為世襲產生。
| 共和體制種類名稱 | 代表國家                                         | 註釋 |
| ---------------- | ------------------------------------------------ | --- |
| 總統制           | 美国 · 俄羅斯 · 墨西哥 · 巴西 · 阿根廷           | 总统制是共和政体的一种，由行政首长领导一个独立于立法部门的行政部门。在大多数情况下，这位政府首脑兼任国家元首，称为总统。总统制国家起源于美国，美国是世界上第一个完整共和政体下的总统制国家。 |
| 半總統制         | 法國 · 羅馬尼亞 · 葡萄牙 · 阿尔及利亚 · 中華民國 | 半总统制是共和政体的一种，半总统制国家起源于威瑪共和国，後由1958年法國實行第五共和国。 |
| 联邦制           | 美国 · 加拿大 · 俄羅斯 · 比利时                  | 實施聯邦制的共和制國家。聯邦政府和各個地方政府之間有權力分工。雖然不同國家的具體權力分配不同，但通常聯邦政府處理國防、貨幣政策等事項，而地方政府則處理基礎設施維護、教育等政策。和中央政府在政治生活上各方面均有絕對主導權的單一制相對。 |
| 單一制           | 法國 · 中华人民共和国 ·                          | 中央政府擁有控制地方政府的權力，地方政府財政預算受制於中央，擁有有限的自治權力。 |
| 議會制           | 德国 · 義大利 · 新加坡 · 印度                    | 是共和制的一种，它的政府型態屬於議會制，在這種政府中，行政機構的權力來源於立法機構（也就是議會）。议会共和制指议会掌握国家的最高权力，总理为首的内阁由议会选举产生并对议会负责，总统只是虚位元首。 |
| 委員會制         | 瑞士 · 圣马力诺 ·                                | 是共和制的一种。在委員會制的運作下，行政組織的決策權及管理權，並不是由單一的領袖所擁有，而是平均由一定數目委員所組成的委員會共同行使國家元首或政府首腦、首長的職務與政治權力。委員會的決策，通常會按協商達致一致的原則來進行。 |
| 社會主義共和制   | · 中华人民共和国 · 越南 · 古巴                   | 亦稱之為“人民共和國”；就一般定义而言，就是实行社会主义制度的国家，或是采用社会主义意识形态的国家。政體均為共和制。其中那些长期实行共产党一党执政，并信仰马克思列宁主义及其衍生理论的国家又被称为“共产主义国家”。在这些国家范围内和其他认可这一制度的国家内被称为社会主义国家，实行社会主义制度。共产主义国家可以存在一些合法的政党，但国家的宪法只会把执政权赋予共产党。因而在这种情况下，国家与共产党的机构会密切地联系在一起。 虽然朝鲜民主主义人民共和国仍宣称该国为社会主义共和国，鉴于该国已经删除了共产主义和马克思列宁主义作为党和国家的指导思想和意识形态，因此在定義上不被列入狭义的社会主义国家中。而中华人民共和国官方的部分人士已承认朝鲜民主主义人民共和国不是社会主义国家，因为朝鲜劳动党早在1980年已放弃马列主义而将主体思想确立为唯一指导思想。 |
| 伊斯蘭共和國     | 伊朗 · 巴基斯坦 · 毛里塔尼亚                     | 伊斯兰共和国是一种独特的神权政体，它被西亚和北非的一些穆斯林宗教领袖些所倡导。它被视为纯正伊斯兰政教合一的哈里发国家与民族主义和共和世俗政权的妥协产物。伊斯蘭共和國所有现行法律都必须与《古兰经》和《圣训》中的伊斯兰教训谕保持一致，所有与这些训谕相抵触的法律都不能颁布。 |

## 延伸閱讀
- Martin van Gelderen & Quentin Skinner, eds., Republicanism: A Shared European Heritage, v1, Republicanism and Constitutionalism in Early Modern Europe, Cambridge: Cambridge University Press., 2002
- Martin van Gelderen & Quentin Skinner, eds., Republicanism: A Shared European Heritage, v2, The Values of Republicanism in Early Modern Europe, Cambridge: Cambridge U.P., 2002
- Willi Paul Adams, “Republicanism in Political Rhetoric before 1776,” Political Science Quarterly 85(1970), p397-421.
- Joyce Appleby, “Republicanism in Old and New Contexts,” in William & Mary Quarterly, 3rd series, 43(January, 1986), p3-34.
- Joyce Appleby, ed., “Republicanism” issue of American Quarterly 37(Fall, 1985).
- Sarah Barber, Regicide and Republicanism: Politics and Ethics in the English Republic, 1646-1649, Edinburgh: Edinburgh University Press, 1998.
- Gisela Bock, Quentin Skinner & Maurizio Viroli, eds., Machiavelli and Republicanism, Cambridge: Cambridge U.P., 1990.
- Everdell, William R.,  2nd, Chicago: University of Chicago Press, 2000
- Eric Gojosso, Le concept de république en France (XVIe -XVIIIe siècle), Aix/Marseille, 1998, pp205–245.
- James Hankins, "Exclusivist Republicanism and the Non-Monarchical Republic," Political Theory 38.4 (August 2010), 452-482.
- Frédéric Monera, L'idée de République et la jurisprudence du Conseil constitutionnel — Paris: L.G.D.J., 2004 FnacArchive-It的存檔，存档日期2017-10-10, LGDJ.fr
- Philip Pettit, Republicanism: A Theory of Freedom and Government, Oxford: Clarendon Press, 1997, pp. x and 304.
- J. G. A. Pocock, The Machiavellian Moment: Florentine Political Thought and the Atlantic Republican Tradition, Princeton: Princeton University Press, 1975
- J. G. A. Pocock, “Between Gog and Magog: The Republican Thesis and the Ideologia Americana,” Journal of the History of Ideas 48(1987), p<341>
- J. G. A. Pocock, "The Machiavellian Moment Revisited: A Study in History and Ideology” Journal of Modern History 53(1981)
- Paul A. Rahe, Republics Ancient and Modern: Classical Republicanism and the American Revolution, 3v., Chapel Hill: U. of North Carolina Press 1992, 1994.
- Jagdish P. Sharma, Republics in ancient India, c. 1500 B.C.-500 B.C., 1968
- David Wootton, ed., Republicanism, Liberty, and Commercial Society, 1649-1776 (The Making of Modern Freedom series), Stanford, CA: Stanford University Press, 1994.